# Мори, Сигэки
Сигэ́ки Мо́ри (яп. 森茂喜, 27 марта 1910 — 19 ноября 1989) — японский бизнесмен и политический деятель. Более 35 лет был мэром города Нэагари, который с 1 февраля 2005 года вошёл в состав Номи.
Сигэки Мори в России известен как основатель побратимской связи между Нэагари и Шелеховом. Договор о двухсторонних отношениях был подписан 29 сентября 1976 года.

## Биография
Родился 27 марта 1910 года в деревне Нэгами, уезд Номи, префектура Исикава. Учился в средней школе Комацу и на юридическом факультете университета Васэда. Был игроком университетской команды по регби. После окончания университета работал в мэрии Киото. Затем он перешел в правительство префектуры Исикава.

### Война
Был призван в японскую армию в 1937 году, когда началась японо-китайская война (1937—1945). В качестве офицера участвовал во многих
сражениях: захват Шанхая, битва за Нанкин, битва за Сюйчжоу, сражение при Ухане). Затем был командиром роты в пехотном полку, который дислоцировался в Муданьцзяне в Маньчжурии. После авианалёта американской авиации на Трук был переброшен туда, командуя пехотным батальоном. После его назначили охранять британских и американских военнопленных, размещённых на острове.

### После войны
После возвращения с войны он баллотировался на выборах в городской совет Нэагари в 1947 году и был избран в первый раз. Шесть лет спустя, в 1953 году, он стал мэром Неагари (избран без голосования). Мори получил подавляющую поддержку горожан и был избран на девять сроков подряд без голосования до 1985 года (самый высокий показатель для главы местного самоуправления). Он также был заместителем председателя Национальной ассоциации городов и деревень и председателем Ассоциации водопроводных сооружений Миятакэ. На посту мэра он старался развивать промышленность в Нэагари, настаивал на необходимости скоростных автомагистралей.
Сигэки Мори не бросал игру в регби, тренировал школьников и студентов, организовывал тренировочные лагеря регбийного клуба Университета Васэда в Нэагари.
1 апреля 1989 года ушёл с поста мэра из-за плохого здоровья. Он пожертвовал все свои пенсионные выплаты городу, что привлекло внимание. После отставки он стал почётным гражданином города Неагари.

### Отношения с СССР
15 раз посещал Советский Союз. Был председателем общества «Япония — СССР»
Получил звание почётного металлурга Иркутского алюминиевого завода.

### Смерть и память
Мори скончался в больнице 19 ноября 1989 года от продолжительной болезни (пневмония). По желанию Сигэки, часть его праха была похоронена на Шелеховском кладбище. В знак многолетней дружбы между Россией и Японией в марте 2010 года к 100-летию со дня рождения Мори в Шелехове был открыт музей, названный его именем. В 2011 году в Иркутске был открыт сквер его имени.

## Семья

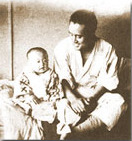
Ёсиро и Сигэки Мори

Дети: два сына и дочь. Старший из сыновей — Ёсиро — стал премьер-министром Японии.